# Karolina Piechota
Karolina Piechota (ur. 10 marca 1984 w Kozienicach) – polska aktorka telewizyjna i teatralna.

## Życiorys
W 2007 ukończyła studia w Akademii Teatralnej im. Aleksandra Zelwerowicza w Warszawie. W latach 2007–2013 aktorka Teatru Wybrzeże w Gdańsku, a do 2015 aktorka Teatru im. Jana Kochanowskiego w Opolu.
W 2008 roku podczas 33. Festiwalu Polskich Filmów Fabularnych w Gdyni odebrała nagrodę za najlepszy debiut aktorski za rolę w filmie Drzazgi (reż. Maciej Pieprzyca). W 2009 roku na Międzynarodowym Festiwalu Filmowym w Kairze odebrała nagrodę w kategorii dla najlepszej aktorki za rolę w filmie Drzazgi.

## Życie prywatne
Urodziła syna (2018).

## Filmografia
- 2006: Klan – Krystyna, sekretarka w banku, w którym pracował Jacek Borecki
- 2006–2008: Plebania – Patrycja Majewska
- 2007: Oskarżeni. Śmierć sierżanta Karosa (Scena Faktu Teatru Telewizji) – Aśka
- 2007: Na Wspólnej – dziewczyna
- 2007: Faceci do wzięcia (odc. 45)
- 2008: Wydział zabójstw – Iza Zaniewicz (odc. 21)
- 2008: Drzazgi – Marta
- 2008: Czas honoru – aktorka Lidka (odc. 9)
- 2008 Rubinowe gody - Ilonka, reż. Andrzej Mańkowski
- 2008: Pseudonim Anoda (Scena Faktu Teatru Telewizji) – Ala
- 2009: Sprawiedliwi – panienka (odc. 4)
- 2009: Ojciec Mateusz – Ela Rozwałka (odc. 23)
- 2010, 2013, 2016: Blondynka – piosenkarka Eva Luna
- 2010: Huśtawka – Basia
- 2010: Usta usta – Józia (odc. 7)
- 2010: Hotel 52 – Jesica, opiekunka Sashy Strunin (odc. 6)
- 2010: Apetyt na życie – Zuza Szukała
- 2011: Chichot losu – Ula, przyjaciółka Joanny
- 2011: Wszyscy kochają Romana – Eliza Augustyniak (odc. 9)
- 2011: Wojna żeńsko-męska – Galina
- 2011: Czarny czwartek – sekretarka Mariańskiego
- 2012 Chomik - Ania, reż. Bartek Ignaciuk
- 2012, 2014: Galeria – Olga Leszczyńska
- 2012: Prawo Agaty – Barbara (odc. 4)
- 2012: Na dobre i na złe – Karolina (odc. 474, 475)
- 2013: Gabriel – policjantka Krysia
- 2014: Komisarz Alex – Paulina Kowalska (odc. 53)
- 2014: Bogowie – pielęgniarka Krysia
- 2014: Arbiter uwagi – dresiara
- 2015: Nie rób scen – przedszkolanka Jola (odc. 3, 5, 6)
- 2015: Ojciec Mateusz – Sylwia Bukowska (odc. 178)
- 2015: The Captive reż. Krzysztof Garbaczewski
- 2018: SNL Polska
- 2018: Korona królów – Przekupka
- 2020: Osiecka – Maryla Rodowicz

## Nagrody i wyróżnienia
- 2007: XXV Festiwal Szkół Teatralnych w Łodzi - III nagroda za rolę Grety w przedstawieniu "Pułapka" Tadeusza

Różewicza w reżyserii Bożeny Suchockiej-Kozakiewicz, dyplom AT w Warszawie
- 2008: 33.Festiwal Polskich Filmów Fabularnych – nagroda za debiut w filmie "Drzazgi" w reżyserii Macieja Pieprzycy
- 2009: Kair - Międzynarodowy Festiwal Filmowy - nagroda dla najlepszej aktorki za rolę w filmie "Drzazgi" w reż.Macieja Pieprzycy
- 2012: V Ogólnopolski Konkurs na Teatralną Inscenizację Dawnych Dzieł Literatury Europejskiej -wyróżnienie za rolę Beatrice w przedstawieniu "Zwodnica" w Teatrze Wybrzeże w Gdańsku
- 2012: Wyróżnienie w konkursie kompozytorsko-wykonawczym Johna Cage w Lublinie „Cage 1,2,3”
- 2013 Finalistka 34.Przeglądu Piosenki Aktorskiej we Wrocławiu
- Nominacja do nagrody Złotych Kaczek – Najlepsza aktorka najlepszych filmów 2010
- Nominacja do nagrody Złotych Kaczek – Najlepsza aktorka sezony 2008/2009
- Stypendystka Miasta Gdańska 2014
- Stypendystka Miasta Stołecznego Warszawa 2016